# Instalační umění

Rachel Whiteread: Embankment

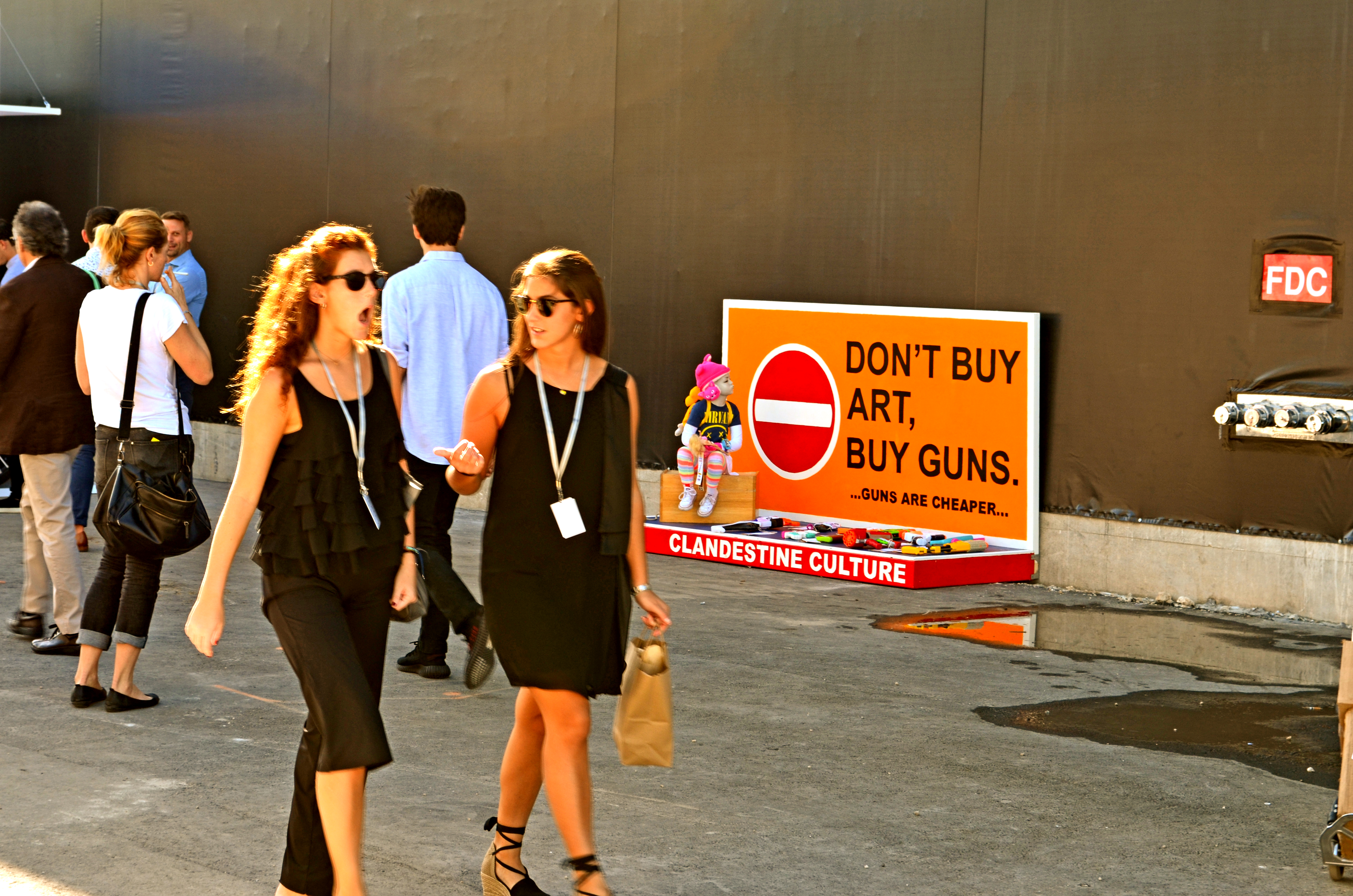
Instalace amerického umělce Clandestine culture s názvem Poison kiss v Miami Beach.

Instalační umění je umělecký žánr trojrozměrných děl, která jsou často vytvořená přímo pro dané místo a tak, aby transformovala vnímání prostoru. Obecně platí, že termín je aplikován na díla umístěná v interiéru, zatímco díla zasazená do exteriéru jsou často nazývána land art; hranice mezi těmito žánry se však překrývají. Mezi instalační umělce patří například Rachel Whiteread, Allan McCollum nebo Nick Franglen.

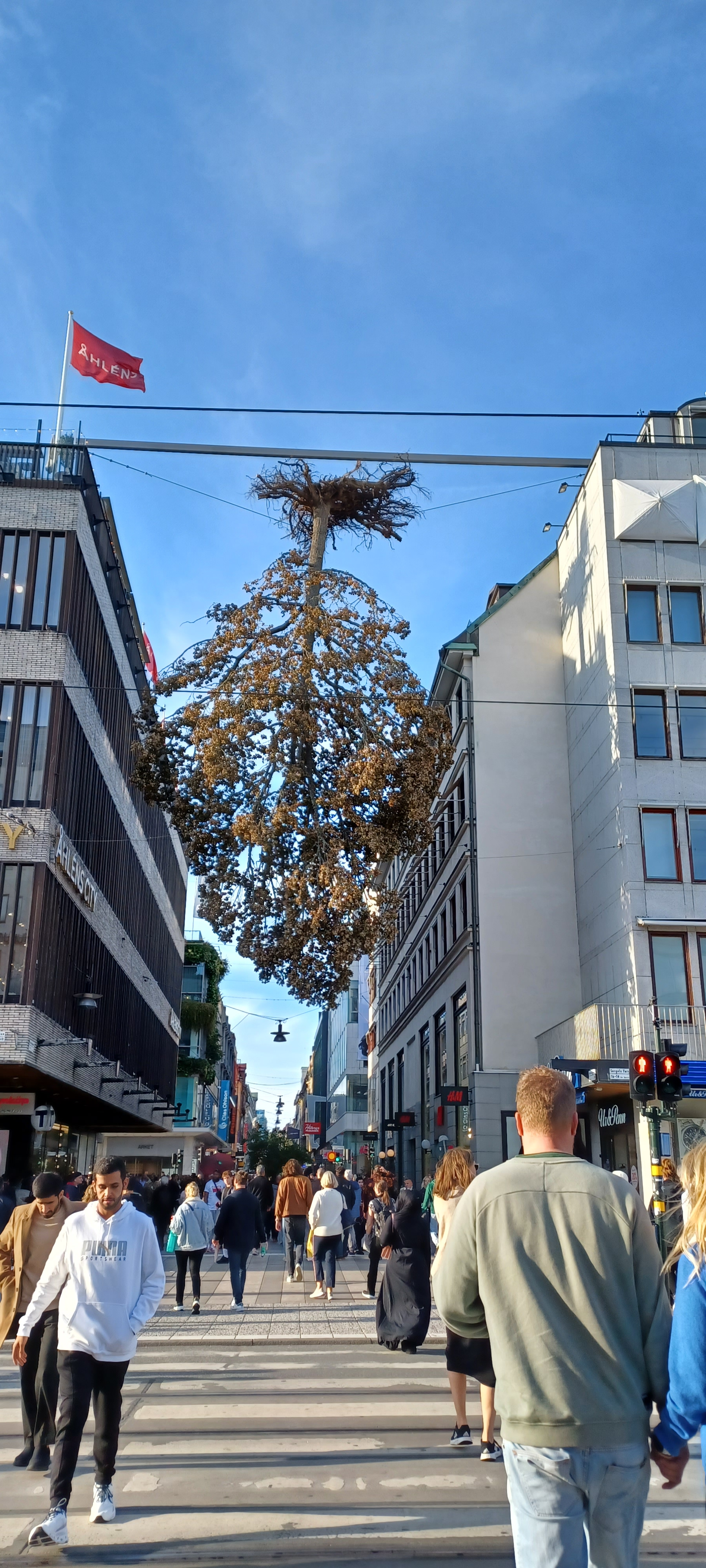
Umělecká instalace švédské umělkyně Charlotte Gyllenhammar s názvem Die for You/Take root, představující převrácený dub visící mezi budovami na Drottninggatan ve Stockholmu.

## Historie
Počátky vzniku tohoto umění můžeme sledovat v uměleckých směrech (dadaismus, minimalismus, konceptuální umění), v konkrétním uměleckém hnutí (Fluxus) a v umělecké formě (performance), což vedlo k proměně role diváka, specifickému využívání prostoru a využití materiálu. Prvotní náznaky tzv. instalativního umění proběhlo ve 30. letech 20. století v souvislosti s výtvarným uměním Marcela Duchampa, hudební tvorbou Johna Cage nebo happeningy Allana Kaprowa, kde docházelo k propojení každodenního života s uměním. Kaprow považoval prostředí galerie za omezující a vyhledával proto nové prostory, které se staly transformační pro vývoj instalačního umění. Diváci se podíleli na tvorbě významů a stali se spolutvůrci dané události, čímž se aktivizovala jejich role diváka.

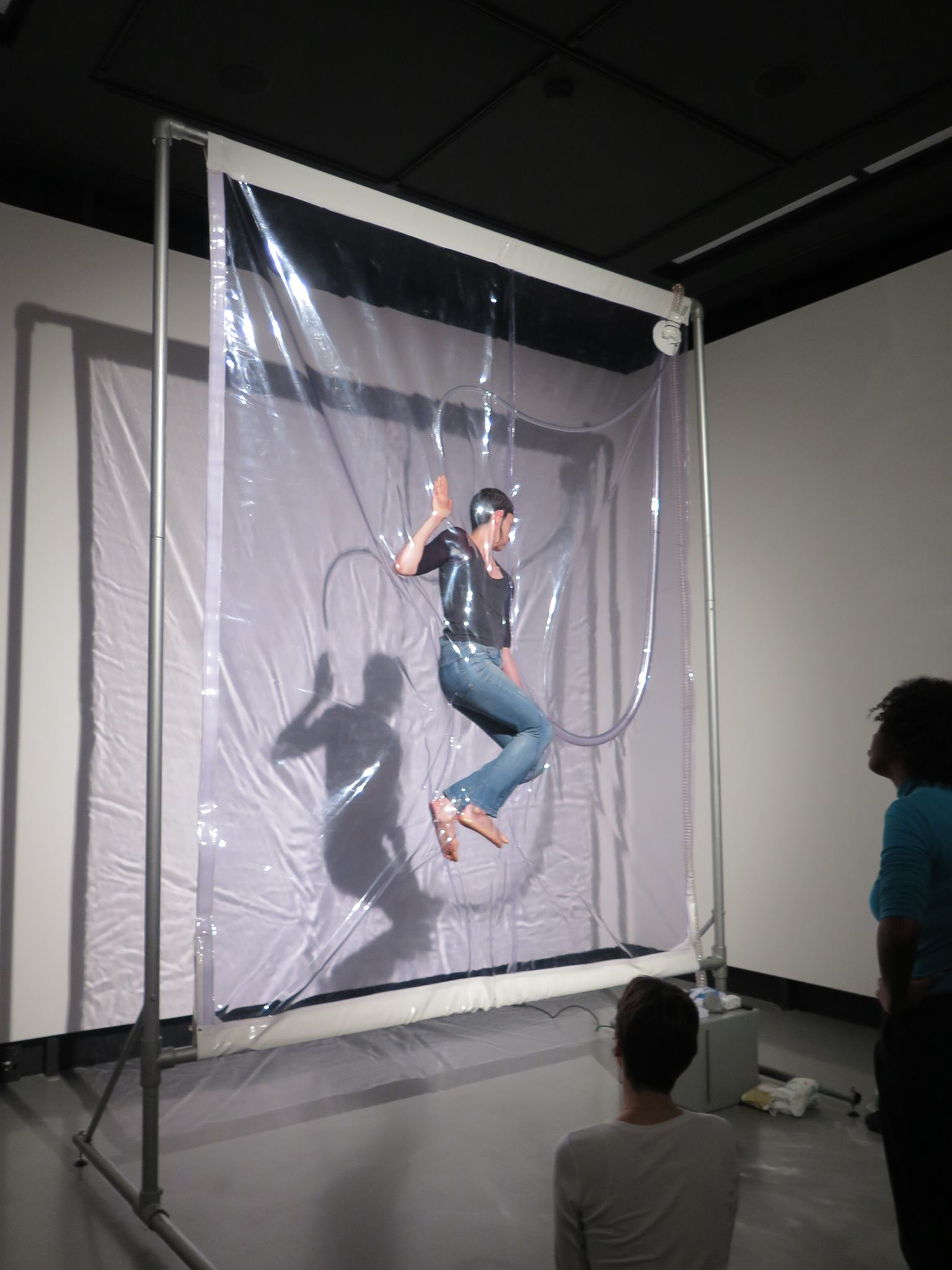
Belgický umělec Lawrence Malstaf a jeho instalace The Poetics of Immersion na FILE Electronic Language International Festival 2017, São Paulo Brazil, v němž ukazuje vliv současné technologie na umění.

Samotný pojem se ukotvil v 70. letech 20. století a formoval se během měnící se politické a kulturní situace. V 80. letech začali umělci zpochybňovat konvenční systém muzejních výstav. Instalační umění tak souvisí s tendencí zkoumat fungování samotných uměleckých institucí, v praxi, která bývá označována jako "institucionální kritika“. Kritika směřovala k autoritě galerie jako privilegovaného místa pro umění. Z toho důvodu se umělci vyhýbali výrobě uměleckých objektů, na nichž závisel kapitalistický trh a namísto toho tvořili politicky angažované umění. Umění, prostřednictvím kterého zastávali své postoje a vydávali prohlášení. Umělci hledali vhodná místa k experimentování s instalací a tvorbou nových významů, které byly závislé na kontextu, v němž byla vystavena. Od 90. let roste zájem o konceptuální umění a instalaci uměleckých předmětů vztahující se k tanečnímu tělu v rámci výstavy nebo představení.

## Instalace
Za instalaci v umělecké praxi se považuje libovolné seřazení objektů v daném prostoru, což se může týkat výstavy obrazů na stěně nebo práci s živými těly. Termín instalace se prosadil až od 70. let, ale jeho podoba se dá vztáhnout k dřívější tvorbě Allana Kaprowa a jeho využívaného pojmu "environment" (prostředí) od roku 1958. Termín environment se používal pro označení trojrozměrného díla, které vyžadovalo divákovo zapojení mnoha smysly. Z toho důvodu se označovaná díla za environments mohou nazvat také instalacemi.
Claire Bishop v rámci své knihy Installation Art, zmiňuje první výskyt pojmu „instalace“ v uměleckých časopisech, které tím referovaly na způsob uspořádání výstavy. Poskytnuté fotografie byly označovány za „instalační záběr“, z čehož poté vychází pojmové zasazení celého prostoru jako „instalativní umění“. Umění instalace pracuje s prostorem a souborem prvků, které jsou vnímané jako celek. Některé instalace vtahují diváka do fiktivního světa nebo nabízejí méně vizuálních předmětů, u kterých nevyužijeme všechny smyslové vjemy. Tedy některé instalace vyžadují naši akci jednáním, zatímco jiné nás mohou ponechat ve vlastních myšlenkách.
Umění instalace akcentuje divadelnost umění a v této souvislosti vzbudil diskusi Michael Fried, která je s instalativním uměním od 80. let spojená. V rámci své knihy Art and Objecthood z roku 1967 přisoudil instalaci povahový rys „teatrálnosti“. Teatrální charakter instalace nabízí nové vnímání, jakým dílo oslovuje pozorovatele, který se svou povahou přibližuje identitě diváka v publiku. Vycházel tak z pozorovaného sporu mezi modernismem a minimalismem. Kritika směřovala k vyžadující přítomnosti diváka jako subjektu vůči uměleckému dílu jako objektu v rámci minimalismu. Minimalismus se přiblížil k principu divadla tím, že prodloužil zážitek v čase, což dle Frieda nepatří k výtvarnému umění.

## Intermedialita
Instalativní umění překračuje hranice tradičně chápaného umění a stává se součástí nových intermediálních přesahů. V průběhu 20. století v souvislosti s performativním obratem docházelo k propojení výtvarného a divadelního umění. V současné době se instalace vyvíjí i v oblasti digitálních technologií, virtuální reality a internetu. Divák se za pomocí nových technologií může účastnit interaktivních uměleckých instalací, u kterých má možnost rozhodovat nad promítaným obsahem. Interaktivita je navázána mezi vybraným zařízením a recipientem. Tyto formy instalací nabízí divákovi být přítomen při procesu tvorby, a tím může získat jedinečný zážitek, který podněcuje představivost mezi uměním a realitou.

## Site-specific
Různé typy instalace pracují se site-specific uměním. To znamená, že se instalace vztahují ke konkrétnímu místu a závisí na jeho kontextuálním rámci v němž je vystaveno. Politické, ekonomické, sociální nebo institucionální rámce ovlivňují vnímání instalativního umění. Juliane Rebentisch ve své knize Aesthetics of Installation Art zmiňuje zapojení společnosti, diváka, kterého instalace oslovuje v jeho sociální, kulturní a genderové specifičnosti. Instalace je především spojována se dvěma prostředími – galeriemi a divadly, které vychází z rozdílných podmínek z hlediska vnímání, práci s časem a prostorem. Claire Bishop tyto specifika rozděluje na dva módy: „black box“ a „white cube“.
Mód black box, pro který je typický ohraničený čas události, v němž figurují estetické a formální rozdíly ovlivněné produkčními vlastnostmi divadla. To se týká zkontrolování vstupenek před zahájením na konkrétní čas, kdy jeho doba trvání je dle daného představení. Mód white cube se týká neohraničeného času výstavy, což vztahuje ke galerijnímu režimu. Doba trvání je ohraničena začátkem a koncem otevírací doby galerie, do které můžeme volně kdykoliv vstoupit. Uvádí, že oba prostory jsou ideologicky zatížené. White cube je archetypálním moderním výstavním prostorem a dnešním standardem pro umělecké veletrhy nebo muzea. Black box vycházela z tendence eliminovat divadelní pasivitu a hledala vztah mezi hercem a divákem. Nakonec vytvořily hybridní formu a scénická umění pracují s delším trváním představení a umožňuje větší pohyb diváků, čímž se připodobňuje instalativnímu umění. Galerie přestala omezovat fotografování a začala využívat digitální technologie dokumentující průběh instalace, které jsou poté buď dostupné veřejně nebo soukromě na online platformách.

## Divadelní instalace
Instalativní umění má podobné principy jako performance art. Přiblížilo se k divadlu, jakmile umělecká díla byla zasazena do reálného prostoru. Divákovi byla předána aktivní role pozorovatele a jeho pozice tak zesílila. V souvislosti s divadlem se využívá pojem "imerzivní divadlo“, které vtahuje diváka do umělecky definovaného prostředí. Fyzicky participuje a podílí se na struktuře díla. S divadelními instalacemi pracuje např. dánsko-rakouská skupina Signa, která ve svém projektu The Ruby Town Oracle (2007, 2008) vytvořila fikční prostor vesnice s propracovanými charaktery postav a vlastní historickou minulostí. Diváci fyzicky vstupovali do prostoru, kde mohli manipulovat s jednotlivými předměty, vést konverzace s herci a zkoumat daná místa. V tomto případě Clair Bishop zmiňuje, že se jedná o situaci, kdy divák není pouze fyzicky přítomen, ale rovněž i zapojen na psychické úrovni.
Juliane Rebentisch připomíná úroveň percepce Gertrudy Stein na příkladu "landscape play“ založené na nehierarchické organizaci akce. Závisí na divákovi, jakým způsobem se rozhodne vnímat dílo. Divadlo může pracovat s instalací výstavou těl jako uměleckého objektu na základě využití videoinstalace skládající se ze smyčky (loop), velkého zpomalení (hyper slow motion) a dlouhého trvání (duration). Tento způsob přizpůsobení se výstavnímu času v muzeu rozpracovala choreografka Maria Hassabi ve své instalaci PLASTIC (2015). Jednalo se o instalaci, která pracovala s živými těly performerů umístěných na schodišti. Performeři se po schodišti za pomocí nepatrných pohybů pomalu pohybovali. Instalace pracovala se zastavením těla v čase a prostoru za pomocí velkého zpomalení, což vyžadovalo divákovu pozornost a časovou ochotu vyčkat. Instalace narušila běžný chod muzea a nepředvídatelně interagovala s kolemjdoucími, kteří se stali pozorovateli.
Švýcarská umělkyně Katja Loher je zase známá svými video sochami a instalacemi. Často integruje organické, planetární a pohyblivé choreografické prvky do panoramatických leteckých perspektiv. Její díla jsou kritiky považována za evokující alternativní dimenze, kde se sbíhají minulost, přítomnost a budoucnost.